# Ruta Estatal de Alabama 56
La Ruta Estatal de Alabama 56, y abreviada SR 56 (en inglés: Alabama State Route 56) es una carretera estatal estadounidense ubicada en el condado de Washington en el estado de Alabama. La carretera inicia en el Oeste desde la MS 42  en la línea estatal con Misisipi, sigue en sentido Este hasta finalizar en la US 43     en Wagarville. La carretera tiene una longitud de 44,57 km (27.69 mi).

## Mantenimiento
Al igual que las autopistas interestatales, y las rutas federales y el resto de carreteras estatales, la Ruta Estatal de Alabama 56 es administrada y mantenida por el Departamento de Transporte de Alabama por sus siglas en inglés ALDOT.

## Cruces
La Ruta Estatal de Alabama 56 es atravesada principalmente por la
 AL 17     en Chatom, AL